# Scinax acuminatus
Der neotropische Froschlurch Scinax acuminatus gehört zur Familie der Laubfrösche. Innerhalb der Gattung Scinax wird die Art zur Scinax ruber-Klade gezählt.
Edward Drinker Cope beschrieb die Art in einer seiner ersten Publikationen zur Fauna des Gran Chaco.

## Synonyme
- Hyla acuminata Cope, 1862
- Scytopsis acuminatus Cope, 1874
- Hyla phrynoderma Boulenger, 1889
- Hyla fiebrigi Ahl, 1927
- Ololygon acuminata Fouquette & Delahoussaye, 1977
- Scinax acuminata Duellman & Wiens, 1992

Köhler & Böhme (1996) berichtigten die Endung des Epitheton.

## Verbreitung
Die Art kommt in Höhen von 150 bis zu 1000 m ü. NN vom Süden des brasilianischen Bundesstaates Mato Grosso und dem bolivianischen Teil des Pantanal über Paraguay und den brasilianischen Bundesstaat Mato Grosso do Sul bis Nordargentinien vor. Ob das Areal von Scinax acuminatus auch bis Uruguay reicht, ist ungewiss.

## Beschreibung
S. acuminatus unterscheidet sich in seinem Aussehen stark von den übrigen Vertretern. Er ist mit bis zu 45 mm Kopf-Rumpf-Länge (KRL) einer der größten und robustesten Vertreter der Gattung. Weibchen erreichen durchschnittlich 40–44 mm KRL und Männchen 39–43 mm KRL. Der Kopf ist flach und so lang wie breit oder etwas länger. S. acuminatus unterscheidet sich von anderen Knickzehenlaubfröschen besonders durch seine sehr warzige Haut. Zudem besitzt er eine charakteristische dunkle Musterung. Die Grundfärbung variiert von gräulich (argentinische Individuen) bis bräunlich (Paraguay, Brasilien). Die Innenseiten der Schenkel sind rötlich bis braun-orange. S. acuminatus sieht Scinax fuscovarius ähnlich. Sicheres Unterscheidungsmerkmal zu diesem Knickzehenlaubfrosch ist neben der sehr warzigen Haut abweichende Färbung der Innenseiten der Schenkel (schwarz-gelb bei S. fuscovarius).

## Lebensraum und Ökologie
Scinax acuminatus lebt in Savannen und Buschland. Er findet sich oft in der Nähe von temporären, aber auch permanenten Gewässern, welche er auch zur Reproduktion nutzt.

## Gefährdung
Die IUCN listet Scinax acuminatus als „nicht gefährdet“ (Least Concern). Seine weite Verbreitung und die Tatsachen, dass sich die Art relativ gut an anthropogene Veränderungen anpassen kann, ein breites Spektrum von Habitaten annimmt, die Gesamtpopulation einen stabilen Trend zeigt und genügend groß geschätzt wird begründen dies. Die Bearbeiter sehen es als unwahrscheinlich an, dass die Bestände der Art schnell genug abnehmen können, um eine höhere Gefährdungsstufe zu rechtfertigen. Zudem kommt die Art in ihrem Verbreitungsgebiet in mehreren Schutzgebieten vor.
Es bestehen keine Hauptgefährdungsgründe für die Art, obwohl Intensivierung der Landwirtschaft in Ostparaguay die dortigen Lokalpopulationen gefährden könnte.